# Flappy Bird
Flappy Bird è stato un videogioco per telefono cellulare sviluppato dal programmatore vietnamita Dong Nguyen e distribuito su App Store e Google Play dalla dotGEARS Studios tra il 24 maggio 2013 ed il 10 febbraio 2014, data in cui è stato ritirato dagli store. 
Il suo gameplay difficile, veloce e frustrante ha fatto nascere un vero e proprio filone di giochi ispirati a questo stile.
Nell'agosto 2014, una versione rivista di Flappy Bird, chiamata Flappy Birds Family, è uscita esclusivamente per Amazon Fire TV. Bay Tek Games ha anche lanciatoun gioco arcade Flappy Bird a gettoni con licenza.
Il 12 settembre 2024, più di dieci anni dopo la sua interruzione, è stato annunciato che Flappy Bird sarebbe tornato su App Store e Google Play, dopo che la Flappy Bird Foundation ha comprato il trademark del gioco, con questa versione dotata di funzionalità espanse. Il gioco avrebbe dovuto essere distribuito entro ottobre 2024.

## Modalità di gioco
Flappy Bird è un videogioco a scorrimento continuo orizzontale che utilizza una grafica molto semplice, che ricalca quella di Super Mario Bros, nel tipico stile dei giochi degli anni ottanta. L'obiettivo è quello di totalizzare il punteggio più alto possibile facendo volare un uccello attraverso una serie di coppie di tubi, con un punto assegnato per ogni coppia di tubi attraversata, senza farlo scontrare con essi o cadere a terra, eventi che pongono fine alla partita. L'uccello, quando non riceve comandi, si abbassa e cade verso il fondo. Viene assegnato un punto per ogni coppia di tubi attraversata. Ogni pressione sullo schermo provoca un solo battito delle ali, che comporta un innalzamento minimo, il che rende il pennuto molto sensibile ai movimenti, motivo per cui il gioco risulta piuttosto difficile e impegnativo.

## Il ritiro
Nonostante il gioco procurasse a Nguyen circa 50.000 $ al giorno, è stato ritirato dal commercio il 10 febbraio 2014, dopo poco meno di nove mesi dal lancio, dallo stesso autore, che ha dichiarato di averlo fatto per via dello stress causatogli dall'eccessivo successo dell'applicazione. Il gioco è rimasto comunque utilizzabile sui dispositivi su cui era già stato installato; vi sono stati casi di dispositivi messi in vendita usati con il gioco ancora installato a prezzi estremamente elevati . In seguito all'aggiornamento del sistema operativo iOS di Apple alla versione iOS 11, il gioco ha smesso di funzionare sui dispositivi Apple, in quanto non concepito per l'uso con i processori a 64 bit.

## Imitazioni
In seguito al ritiro, numerosi cloni sono apparsi su Google Play, App Store e altre piattaforme, nonché come easter egg presente sulle versioni 5.x e 6.x del sistema operativo Android. Sono usciti anche cloni gratuiti per il retrogaming, come Zappy Bird per Commodore 64 e FlappyBird per Atari ST (2014).